# 9722 Levi-Montalcini
9722 Levi-Montalcini este un asteroid din centura principală, descoperit pe 4 martie 1981, de Henri Debehogne și Giovanni de Sanctis.